# 双葉文庫
双葉文庫（ふたばぶんこ、FUTABA BUNKO）は、株式会社双葉社が発行している日本の文庫レーベル。

## 沿革と概要
1984年（昭和59年）4月に創刊された。光文社文庫（光文社）、PHP文庫（PHP研究所）、知的生きかた文庫（三笠書房）などと創刊時期をほぼ同じくする。
文庫書き下ろしの他、単行本やフタバノベルスの文庫化、『小説推理』に連載された作品の文庫化などが収録されている。扱うジャンルは、ミステリー・ハードボイルド・恋愛小説・時代小説・官能小説・ゲームブックなど幅広い。文庫内シリーズとして、双葉文庫 comico BOOKS、双葉文庫名作シリーズなどがある。comico BOOKSは、小説アプリcomicoに連載されたcomicoノベルを書籍化したもので、2015年11月に創刊された。
佐伯泰英の時代小説「居眠り磐音 江戸双紙」シリーズは、累計1900万部を超えるベストセラーとなっている。双葉文庫から発売されている湊かなえのミステリー作品は、累計500万部を突破している。『夜行観覧車』『ヒトリシズカ』『残花繚乱』など、映像化作品も多い。
1995年より、日本推理作家協会賞受賞作品を収録した「日本推理作家協会賞受賞作全集」を発行している。
関連レーベルとして、双葉社ジュニア文庫、双葉ポケット文庫、双葉V文庫、モンスター文庫などがある。双葉社ジュニア文庫は、小学校高学年から中学生をターゲットにした小説レーベルで、2015年7月に創刊された。
公式キャラクターはブタのたばぶー。「ふたばぶんこ」の2文字目～4文字目にちなんだ命名で、イラストはくにのいあいこの作。
2015年、小島正樹『扼殺のロンド』が第6回エキナカ書店大賞を受賞。2022年、井原忠政の「三河雑兵心得」シリーズが第7回吉川英治文庫賞の候補作となり、2025年の第10回まで4年連続でノミネートされている。
2021年、連城三紀彦の再評価を期して、3作品が伊坂幸太郎の推薦コメントを帯に付して、新装・復刊された。
2024年、創刊40周年を記念するフェアが展開され、新刊にはクレヨンしんちゃんと「たばぶー」のコラボ栞が封入された。